# Marten Van der Loo
Marten Van der Loo, né à Anvers le 21 décembre 1880 et mort dans la même ville le 19 mai 1920, est un peintre, aquafortiste et graveur belge.

## Biographie

### Famille
Marten (Martinus Josephus) Van der Loo, né à Anvers le 21 décembre 1880, est le fils de Petrus Franciscus Van der Loo (1855-1910), diamantaire, et de Maria Philomena Withaegens (1854-1918). Marten Van der Loo épouse à Anvers le 16 décembre 1915 Helena De Cuyper (1880-1948), sœur du graveur Floris De Cuyper (1875-1965). Le couple a quatre enfants.

### Formation
Marten Van der Loo, étudiant à l'Académie royale des beaux-arts d'Anvers, bénéficie de l'enseignement de Frans Lauwers, Frans Van Leemputten et Eugène Siberdt.

### Carrière
Marten Van der Loo expose aux Salons du cercle Eigen Vorming à Borgerhout en novembre 1905 et en octobre 1906. Il se fait également connaître en envoyant au concours académique de 1907 des panneaux décoratifs destinés à orner deux écoles de la ville. Au Salon de Bruxelles de 1907, il expose Bateaux à moules dans les bassins d'Anvers et Anvers vu d'Austruweel. Il envoie ses œuvres aux Salons d'automne à Paris en 1908, 1909 et 1912. Il est également présent aux Salons de la Société nationale des beaux-arts de Paris en  1909 et en 1912. Lors du Salon de Bruxelles de 1914, il envoie : Vieux quai à Lierre. 
Marten Van der Loo est membre du cercle artistique anversois De Scalden. En 1911, il obtient le second prix à l'Exposition internationale des beaux-arts de Rome, puis en 1914, le diplôme d'honneur, plus haute distinction à l'Exposition internationale de blanc et noir à Florence.
Le 19 mai 1920, Marten Van der Loo meurt inopinément, à l'âge de 39 ans, à l'Institut Saint-Camille, hôpital situé à Anvers. Il est inhumé à Berchem. Sa sépulture est ornée d'un buste à son effigie gravé par son beau-frère Floris De Cuyper.

## Œuvre

### Caractéristiques
Marten Van der Loo est un peintre et un aquafortiste. Il représente des vues de vieilles villes, des marines et des paysages pittoresques.

### Réception critique

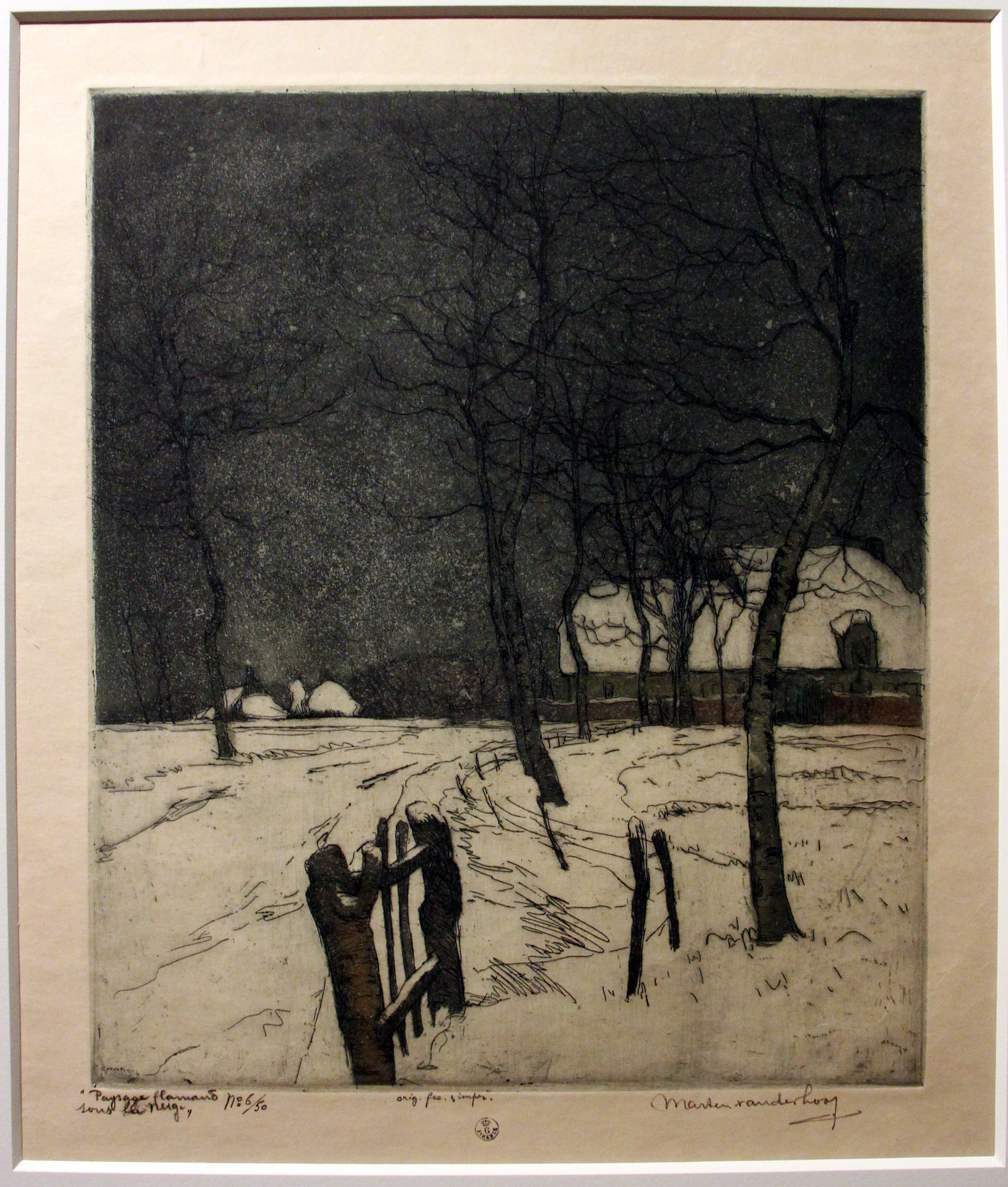
Paysage flamand sous la neige (1913).

En novembre 1911, dans son article consacré à l'exposition personnelle de ses œuvres au Cercle artistique d'Anvers, la critique du quotidien Le Matin écrit : 

« M. Marten Van der Loo est, parmi les jeunes, un de nos artistes les plus sympathiques. Il se signala tôt à l'attention, par des eaux-fortes, souvent teintées à la main, où il rendait tout le tragique et l'angoissant de l'ombre et où il obtenait des effets impressionnants par une judicieuse opposition du blanc et du noir. L'eau-forte est resté dans conteste son genre favori, celui où se déploie le plus complètement sa personnalité. Il traite de préférence les coins de vieille ville, les vues pittoresques des béguinages, les perspectives imprévues que nous offrent les venelles et les impasses […]. Il se montre également un peintre de talent. Ce tableau Dégel à Malines, d'assez grandes dimensions, est plein de qualités. Il est d'un coloris solide, d'une mise en page excellente. On pourrait lui reprocher certaine sècheresse, de manquer un peu de cette atmosphère qui fait précisément une des qualités dominantes de l'eau-forte. Aussi, nous lui préférons Démolition à Bruges, mieux enveloppée, d'un ensemble plus harmonieux. Dans Vieux quai à Lierre il a tiré un effet très impressionnant de ce poème que composent le soleil, la brique et l'onde. Il y a là de grandes places de lumière, des échappées de ciel, des transparences délicates et profondes[…]. Quant aux paysages, nous citerons Vieille ferme à Hemiksem, Effet de matin, Chevaux de labeur. Ce salonnet se complète par des esquisses, des notations rapides, mais vibrantes, où se révèle la main d'un artiste expert, sûr de lui et éminemment doué. »

### Collections muséales
- Musée Charlier à Saint-Josse-ten-Noode : La Cloche (1909) et Cheminées de fabriques le long de l'Escaut (1911) (estampes)[7] ;
- Musée d'Art moderne et contemporain de Strasbourg : Pont sur la Nèthe à Lierre (1910), aquatinte en couleurs sur papier[8].

### Galerie

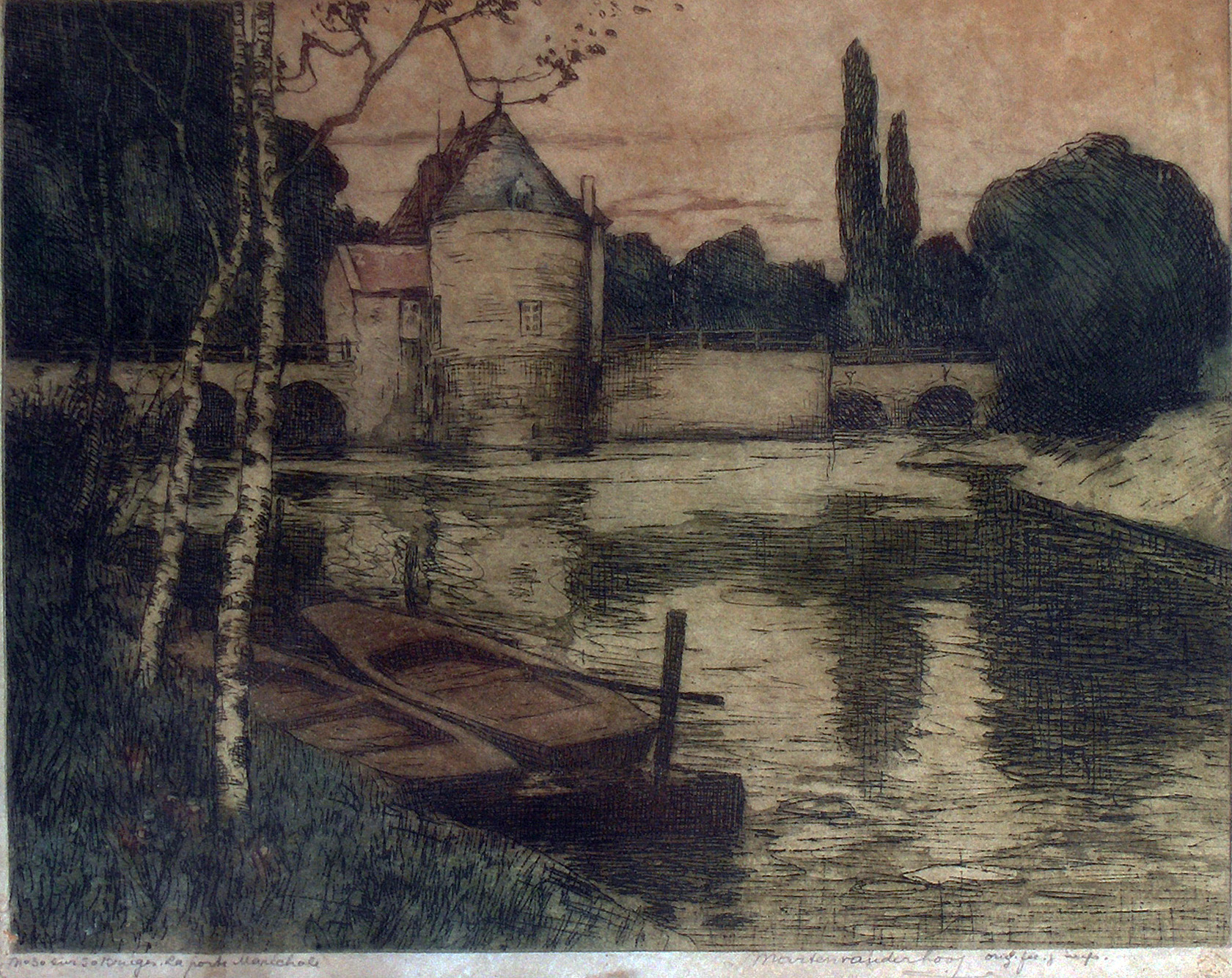
La Porte Maréchale à Bruges, aquatinte.
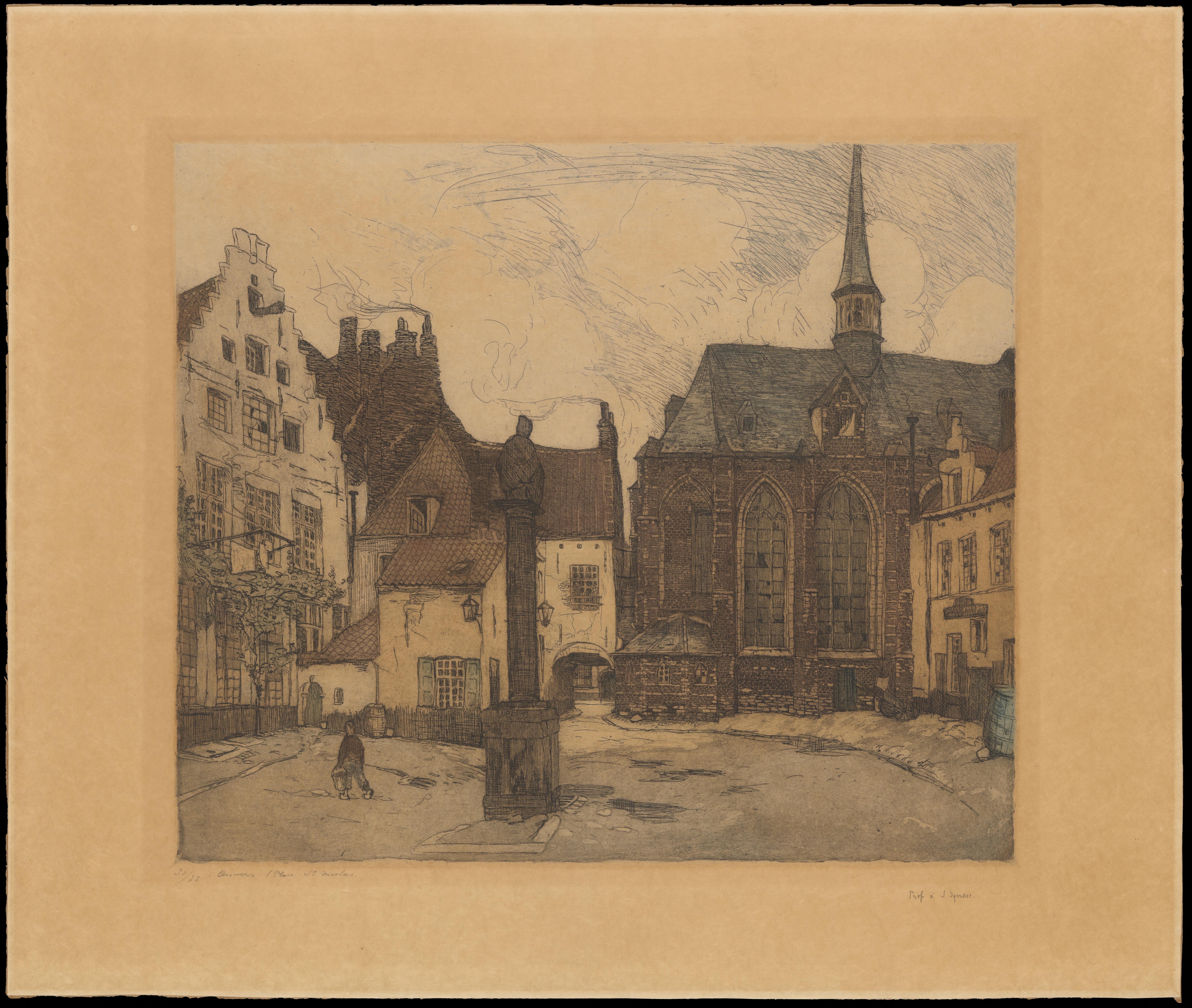
La Plaine Saint-Nicolas à Anvers (vers 1910), cabinet des estampes de l'Université d'Anvers.
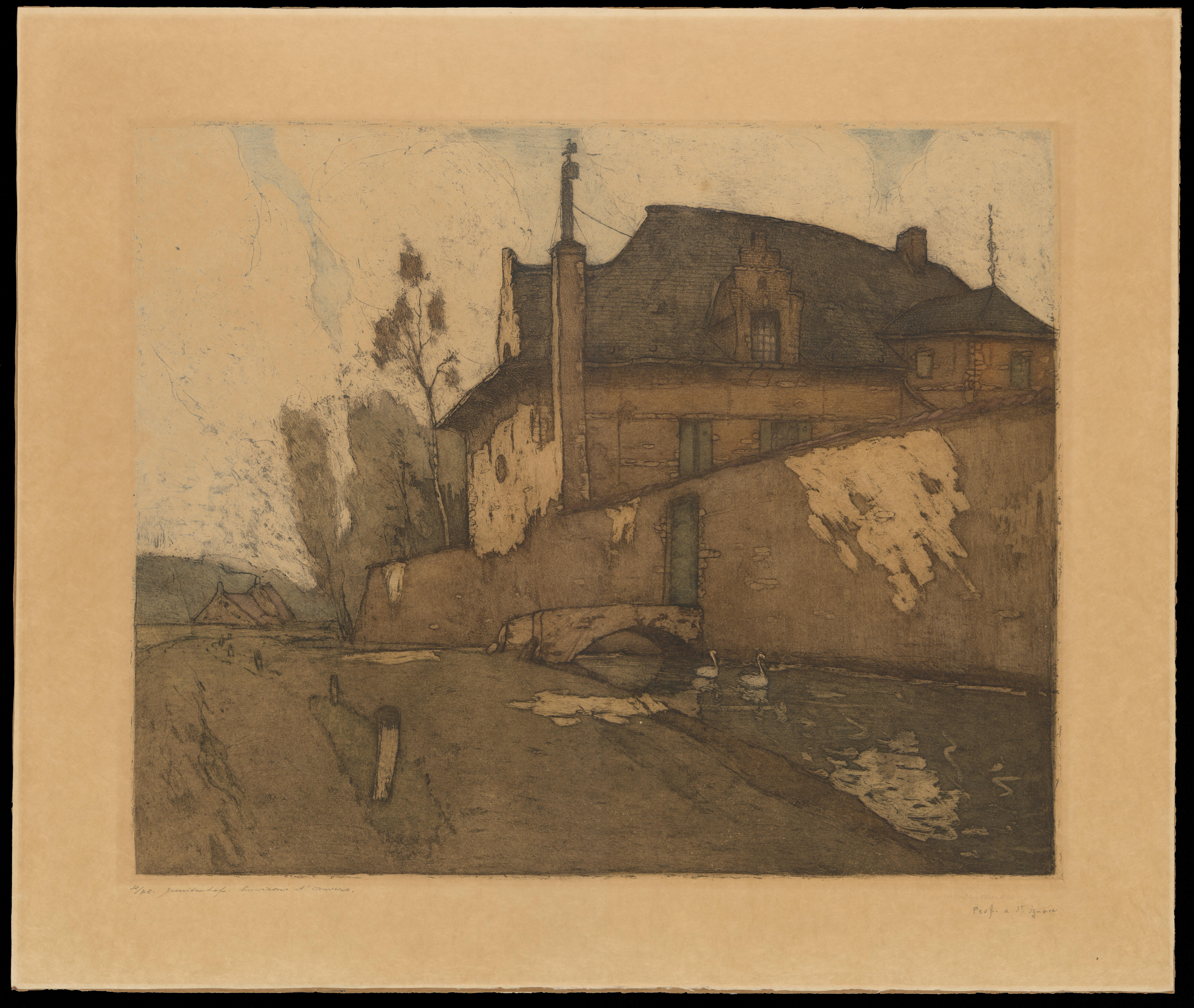
Le Jezuietenhof de Beerschot (eau-forte), cabinet des estampes de l'Université d'Anvers.
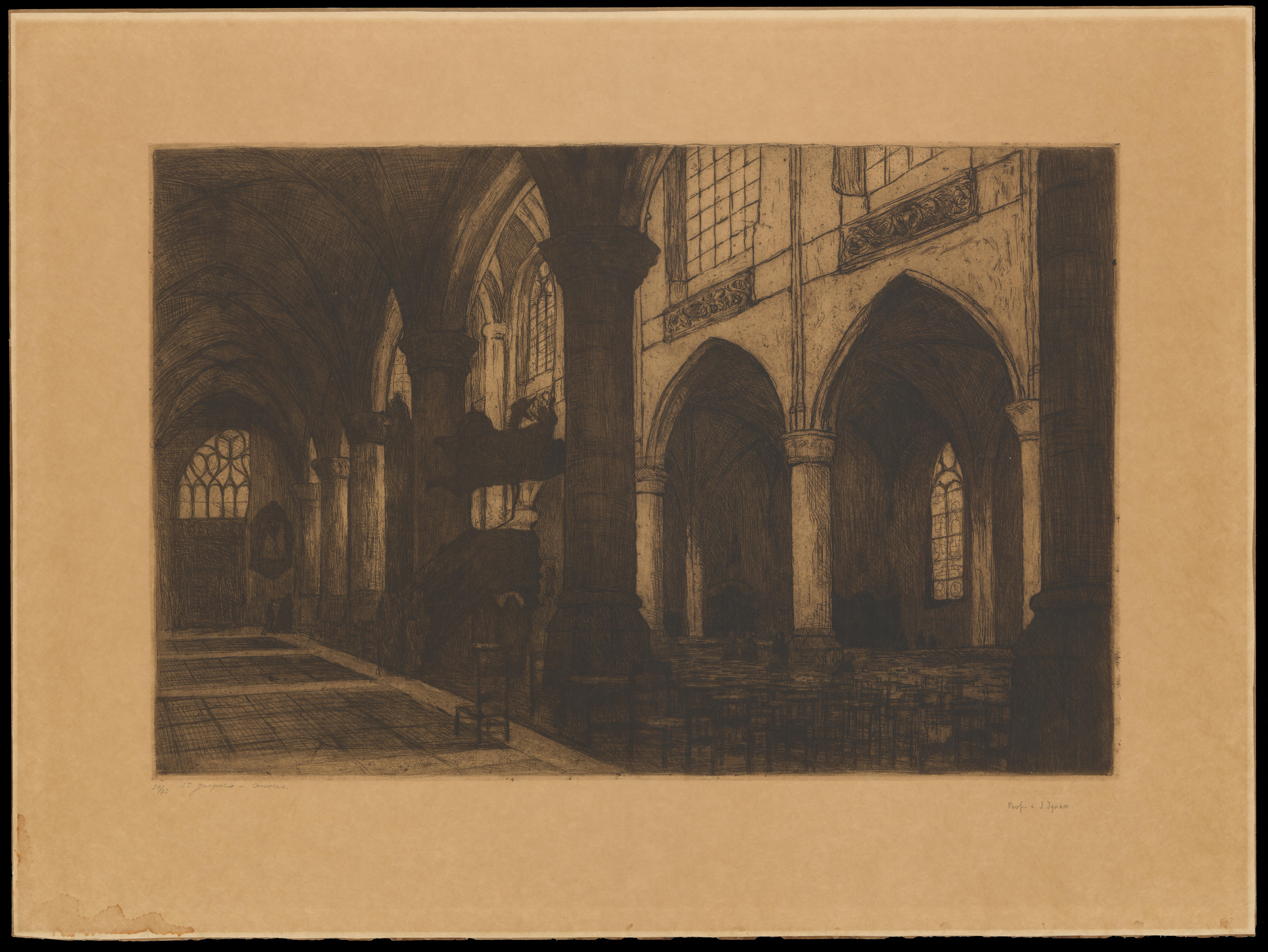
Intérieur de l'église Saint-Jacques d'Anvers (eau-forte), cabinet des estampes de l'Université d'Anvers.